# Khirdalan
Khirdalan (en azéri : Xırdalan) est une ville d'Azerbaïdjan, chef-lieu du raïon d'Apchéron.

## Personnalités liées à la ville
- Nabi Khazri (1924-2007), poète azerbaïdjanais, y est né.